# Trío para piano (Clara Schumann)

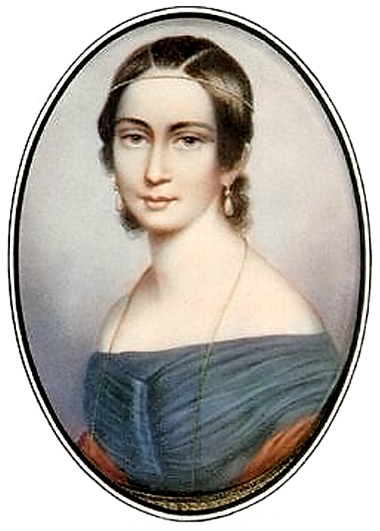
Clara Schumann en 1838, por Andreas Staub.

El Trío para piano en sol menor opus 17 es una obra para piano compuesta por Clara Schumann en 1846. Fue su único trío para piano y lo escribió durante su estancia en Dresde en 1845-1846. Durante el desarrollo del Trío, ella estaba pasando por dificultades personales. Su esposo Robert Schumann estaba extremadamente enfermo. Este trío lo completó durante el verano de 1846 cuando viajaron a Norderney en un intento por mejorar las condiciones de salud de su marido. Mientras estaba en Norderney, Clara sufrió un aborto espontáneo. Un año después de la composición de su trío para piano, Robert compuso su Primer trío para piano Op.63. El trío de Clara tuvo una gran influencia en el trío de Robert, ya que ambos comparten muchas similitudes interesantes. Sus obras se combinaban con frecuencia en conciertos.
Las composiciones de Clara Schumann incluyen treinta lieder, música coral, piezas para piano solo, un Concierto para piano, música de cámara y obras orquestales. Se ha denominado al Trío para piano como «probablemente ... la obra maestra» entre sus composiciones. La obra, escrita para un trío de piano compuesto por piano, violín y violonchelo, fue su primer intento de escribir música para instrumentos distintos de la voz y el piano.

## Estructura
La composición es en cuatro movimientos:
1. Allegro moderato en sol menor, en compás de tiempo común () con un tempo de 152 negras por minuto.
2. Scherzo y Trío en si bemol mayor y mi bemol mayor, respectivamente. El Scherzo es en 3
4 y tiene un tempo de 160 negras por minuto. El Trío también es en  3
4 y no cambia el tempo del Scherzo.
3. Andante en sol mayor, en 6
8 y 112 corcheas por minuto.
4. Allegretto en sol menor, en 2
4 y 96 negras por minuto.

### Primer movimiento
La tonalidad general de este movimiento es sol menor, con mucha modulación tanto para teclas más cercanas como más distantes. La estructura del movimiento es la forma sonata (compuesta de exposición, desarrollo y recapitulación), con un codetta y luego una coda. Está en Allegro moderato. Se basa en la energía y el cromatismo para atraer al público. A lo largo del movimiento, cada instrumento tiene su propio momento solista además de un equilibrio excepcional entre los tres instrumentos. Este equilibrio deja en claro que Clara tenía un gran conocimiento de la escritura para estos tres instrumentos, aunque era pianista.

### Segundo movimiento
El segundo movimiento consta de tres secciones: Scherzo, Trío y Scherzo. El Scherzo está en si bemol mayor, la misma tonalidad que el relativo mayor del primer movimiento, y se indica que se tiene que interpretar en el «Tempo di minuetto», que significa lento, elegante y juguetón. La melodía a menudo la toca el violín, mientras que el violonchelo acompaña la melodía a través del pizzicato mientras el piano toca los acordes. Estos contrastes entre el violonchelo y el piano crean con éxito el ambiente del «Tempo di minuetto». Después del Scherzo, aparece una sección contrastante, Trío. Está en mi bemol mayor y es más lírico que Scherzo. Sin embargo, el estado de ánimo general de la pieza sigue siendo juguetón. Finalmente, vuelve a Scherzo para terminar el movimiento.

### Tercer movimiento
El tercer movimiento, Andante, está en sol mayor y comienza con 8 compases de un solo de piano. Poco después, el violín se hace cargo del agradable tema. En medio del movimiento, las tres partes tocan ritmos punteados, que contribuyen al contraste de la emoción de la pieza. La pieza podría describirse como «agridulce».

### Cuarto movimiento
El último movimiento, Allegretto, está en forma sonata nuevamente. La apertura es similar al tema de apertura del primer movimiento, que se asemeja en «intensidad dramática».